# 대보초등학교
대보초등학교는 대한민국 경상북도 포항시 남구에 있는 초등학교다.

## 학교 연혁
- 1924 보명사립학원 설립 (본교 전신)
- 1939.04.14 대보공립심상소학교 설립 개편 인가
- 1939.04.26 대보공립심상소학교 개교
- 1981.03.01 병설 유치원 개원
- 1987.03.01 특수학급 1학급 편성
- 1993.03.01 강사분교 통폐합
- 2007.03.01 대동배분교장 통폐합
- 2014.03.01 제31대 오정극 교장 취임
- 2015.02.13 제71회 졸업(총졸업생 4,864명)
- 2015.03.01 5학급(일반4, 특수1) 편성